# Берклий
| 97      | Берклий |
| Bk(247) |         |
| 5f97s2  |         |

Бе́рклий (Bk, лат. Berkelium) — искусственно полученный радиоактивный трансурановый химический элемент группы актиноидов с атомным номером 97. Берклий не имеет стабильных изотопов, наиболее долгоживущий нуклид 247Bk имеет период полураспада 1380 лет.

## История
Получен в 1949 г. учеными Национальной лаборатории им. Лоуренса в г. Беркли (Калифорния, США; прежнее название — Радиационная лаборатория) С. Томпсоном, Г. Сиборгом, А. Гиорсо при бомбардировке мишени из америция-241 ускоренными на 60-дюймовом циклотроне α-частицами:
{\displaystyle \mathrm {{}_{95}^{241}Am} +\mathrm {{}_{2}^{4}He} \rightarrow \mathrm {{}_{97}^{243}Bk} +\mathrm {2{}_{0}^{1}n} }
Пятилетняя задержка после синтеза Кюрия была связана с отсутствием материала для исходной мишени — изотопа америция 241Am. Для химической идентификации нового элемента использовали хорошо отработанный к тому времени метод ионообменной хроматографии.

## Происхождение названия
Берклий является химическим аналогом тербия, получившего название от небольшого селения Иттербю в Швеции, рядом с которым был обнаружен минерал, содержащий среди прочих редкоземельных металлов и тербий. Поэтому было решено назвать 97-й элемент по названию города Беркли (Berkeley), в котором он был впервые получен.

## Изотопы
Всего известно девять изотопов берклия, с массами от 243 до 251.
Среди них есть и сравнительно долгоживущие, например, 247Bk (Т1/2 = 1380 лет) и 249Bk (β-излучатель с периодом полураспада Т1/2 = 314 дней); период полураспада остальных изотопов составляет несколько часов. Все изотопы берклия образуются в ядерных реакциях в ничтожных количествах. Лишь 249Bk удается получить в заметных количествах при облучении в реакторах урана, плутония, америция, кюрия. Способность его ядер к делению на тепловых нейтронах в несколько раз выше, чем у ядер 235U и 239Pu, обычно используемых в качестве делящихся материалов.
Средняя энергия α-излучения 245Вk, 247Вk, 249Вk равна соответственно 7,45⋅10−3; 5,70; 7,94⋅10−5 МэВ/(Бк·с).

## Физические свойства
Простое вещество берклий — радиоактивный металл серебристо-белого цвета. Существует в виде двух модификаций:
- Двойная гексагональная плотноупакованная кубическая решётка типа α-La, (α)-форма. Параметры ячейки a = 0,3416 нм, c = 1,1069 нм. Рассчитанная плотность равна 14,78 г/см3.
- Гранецентрированная кубическая решётка, (β)-форма. Параметр ячейки a = 0,4997 нм. Рассчитанная плотность равна 13,25 г/см3.

Температура полиморфного перехода (α → β) составляет ~980 °C. Энтальпия перехода равна 3,66 кДж/моль. Объёмный модуль упругости равен 20 ГПа (2⋅1010 Па)
Вычислены также некоторые физические константы берклия. Стандартная энтальпия образования равна 382 ± 18 кДж/моль, энтальпия плавления равна 7,92 кДж/моль, энтальпия испарения равна 320 ± 8 кДж/моль, энтальпия сублимации равна 280 кДж/моль, кристаллическая энтропия составляет 76,2 ± 1,3 Дж(К·моль) согласно первой оценке и 78,2 ± 1,3 Дж(К·моль) согласно последним данным.
При 34 К происходит антиферромагнитный переход, в интервале температур 70—250 К является парамагнетиком.

## Химические свойства
Установлено, что берклий очень реакционноспособен, по своим химическим свойствам подобен тербию. В своих соединениях он имеет степени окисления +3 (преимущественно) и +4. Существование четырёхвалентного берклия позволяет отделять этот элемент от других актиноидов и лантаноидов (продуктов деления), которые либо не имеют такой валентной формы, либо труднее в неё переводятся.
Взаимодействует с кислородом (триоксид и диоксид), галогенами и серой. Известны двойные соли и металлоорганические соединения берклия. Образует комплексные соединения с минеральными и органическими кислотами. Наиболее устойчивы соединения берклия в растворе при степени окисления +3. При рН близких к щелочной среде Bk3+ образует нерастворимый основной гидроксид. Оксиды, фториды, фосфаты и карбонаты берклия нерастворимы в воде. В четырёхвалентном состоянии берклий является сильным окислителем.

## Получение
Изотопы берклия с массовыми числами до 248 получают из соответствующих изотопов америция или кюрия по реакции (α, n) или (α, p, n). 249Bk образуется в ядерном реакторе при облучении нейтронами 238U или 239Pu. 250Bk получают облучением 249Bk по реакции (n, γ). Во время хранения и перед утилизацией топлива большая часть его распадается путём бета-распада до 249Cf. Последний имеет период полураспада 351 год, который является относительно длительным по сравнению с другими изотопами, полученными в реакторе.
Все изотопы берклия имеют период полураспада слишком короткий, чтобы быть первичными радионуклидами. Поэтому любой изначальный берклий, то есть берклий, который присутствовал на Земле во время её формирования, к настоящему времени распался.
На Земле берклий в основном сосредоточен в определённых районах, которые использовались для испытаний ядерного оружия в атмосфере между 1945 и 1980 годами, а также на местах ядерных инцидентов, таких как Чернобыльская катастрофа, авария на АЭС Три-Майл-Айленд и крушение Б-52 на авиабазе Туле в 1968 году. Анализ обломков на полигоне Айви Майк, где происходили испытания первой водородной бомбы США (1 ноября 1952 г., атолл Эниветак), выявил высокие концентрации различных актинидов, включая берклий. По соображениям военной тайны этот результат был опубликован только в 1956 году.

## Применение
Нуклид 249Bk используется для получения изотопов калифорния. Использовался для получения теннессина.

## Биологическая роль
При введении крысам нитрата 249Bk радионуклид распределяется между скелетом (40 %) и печенью (18 %).  Выведение из организма крыс происходит в основном с мочой 18,2 % и калом 10 %. Максимальные дозы в костной ткани, не влияющие на сокращение продолжительности жизни крыс, составляют 6,3 Гр (β-излучение) при введении 37×108 кБк на кг массы тела крыс. 